# Baratang Island
Baratang Island, auch Ranchiwalas Island genannt, ist eine Insel der Andamanen und ist Teil des indischen Unionsterritoriums der Andamanen und Nikobaren. Die Insel gehört zu dem Verwaltungsdistrikt North and Middle Andaman mit dem Verwaltungssitz in Mayabunder.  Die Insel liegt 150 km nördlich von dem Hauptort auf den Andamanen und Fährhafen Port Blair. Sie ist die zweitgrößte Insel in Mittelandaman und ist durch Straßen und Wassertransport erreichbar. Die Fahrt mit dem Bus von Port Blair nach Baratang Island dauert ungefähr 3 Stunden. Ein anderer Transportweg ist die Fähre vom Nilambur Jetty zum Baratang Jetty.

## Geschichte
Gegen Ende des 19. Jahrhunderts erlebte die indische Stadt Ranchi politische Umwälzungen und viele Einwohner konvertierten mit Hilfe der dortigen Missionare zum Christentum. Die Briten schickten die Konvertiten nach Baratang Island, um dort Getreide anzubauen und Arbeiter aus Ranchi ließen sich dort nieder.

## Flora
Die Insel ist mit Regenwäldern bedeckt und von Mangroven umgeben. Nach fünfjähriger Erkundung im Zeitraum von 2010 bis 2015 wurden auf der Insel insgesamt 261 Baumtaxa von 171 Gattungen und 61 Familien registriert. Von den 261 Pflanzentaxa waren 247 Zweikeimblättrige, 12 Einkeimblättrige und 2 Nacktsamige Pflanzen. Annonengewächse waren die dominierende Familie mit 16 Arten, gefolgt von 15 Arten Phyllanthaceae, 14 Arten Maulbeergewächsen und 13 Arten Sumachgewächsen. Die größte Gattung sind Feigen mit 8 Arten. Von der Baratang-Insel werden insgesamt 31 endemische Taxa registriert, von denen 15 streng endemisch auf den Andamanen sind. Von den 261 Baumtaxa sind 135 immergrün und 45 halb-immergrün und verbleibendem Laub.

## Schlammvulkane
Baratang Island enthält die einzigen bekannten Beispiele für Schlammvulkane in Indien. Diese Schlammvulkane sind sporadisch ausgebrochen, wobei die jüngsten Ausbrüche 2005 mit dem Tsunami im Indischen Ozean 2004 in Verbindung gebracht wurden. Der vorherige größere Ausbruch wurde am 18. Februar 2003 verzeichnet. Die Einheimischen nennen diesen Schlammvulkan Jalki.
Der Schlammvulkan besteht aus Erdgasen, die durch den Abbau organischer Stoffe im Untergrund freigesetzt werden. Wenn der Schlamm vom Gas nach oben gedrückt wird, lagert er sich ab und härtet über dem Boden aus. Wenn mehr Schlamm herausquillt und über den Rand fließt, wächst er an Größe und bildet allmählich einen Miniaturvulkan mit einem reichhaltigen und cremigen Schlammkrater an der Spitze.
Es gibt weitere Vulkane in der Region, der Barren-Island-Vulkan, der der einzige aktive Vulkan in Südasien ist, und der Narkondam-Vulkan, der als ruhender Vulkan eingestuft wurde.

## Limestone Caves
Die Limestone Caves sind Kalksteinhöhlen auf Baratang Island und liegen rund 90 km von Port Blair entfernt. Kalksteinhöhlen sind natürlichen Höhlen, die sich unter der Erdoberfläche bilden und deren Länge und Tiefe zwischen einigen Metern und vielen Kilometern liegen kann. Sie entstehen im Allgemeinen, wenn Wasser, das gelöstes Kohlendioxid enthält, in Felsspalten und Felsfugen eindringt. Das Kohlendioxid stammt aus dem Zerfall organischer Stoffe im Boden und auch direkt aus der Atmosphäre. Diese Höhlen entwickeln sich ständig weiter und die Muster aus Stalagmiten und Stalaktiten ändern sich im Laufe der Jahre ständig.

## Papageieninsel oder Parrot Island
Diese kleine unbewohnte Insel liegt in der Nähe der Insel Baratang und kann von dort mit Hilfe eines kleinen Bootes erreicht werden.  Jeden Abend lassen sich auf dieser Insel Tausende von Papageien (Parrots) nieder, um am nächsten Morgen die Insel wieder zu verlassen.

## Demografie
Die bekanntesten der zwölf Dörfer auf Baratang Island sind Adazig, Sunderghar, Nayaghar und Nilambur. Laut der Volkszählung von 2011 in Indien hat die Insel 5691 Einwohner und die Alphabetisierungsrate der Bevölkerung ohne Kinder unter 6 Jahren beträgt 100 %.

## Bildergalerie

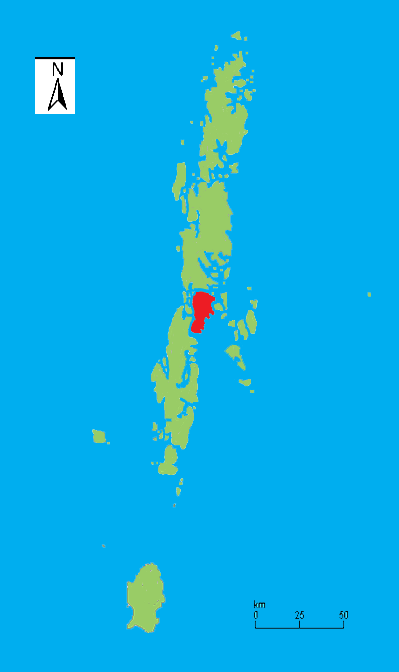
Lage der Baratang Island
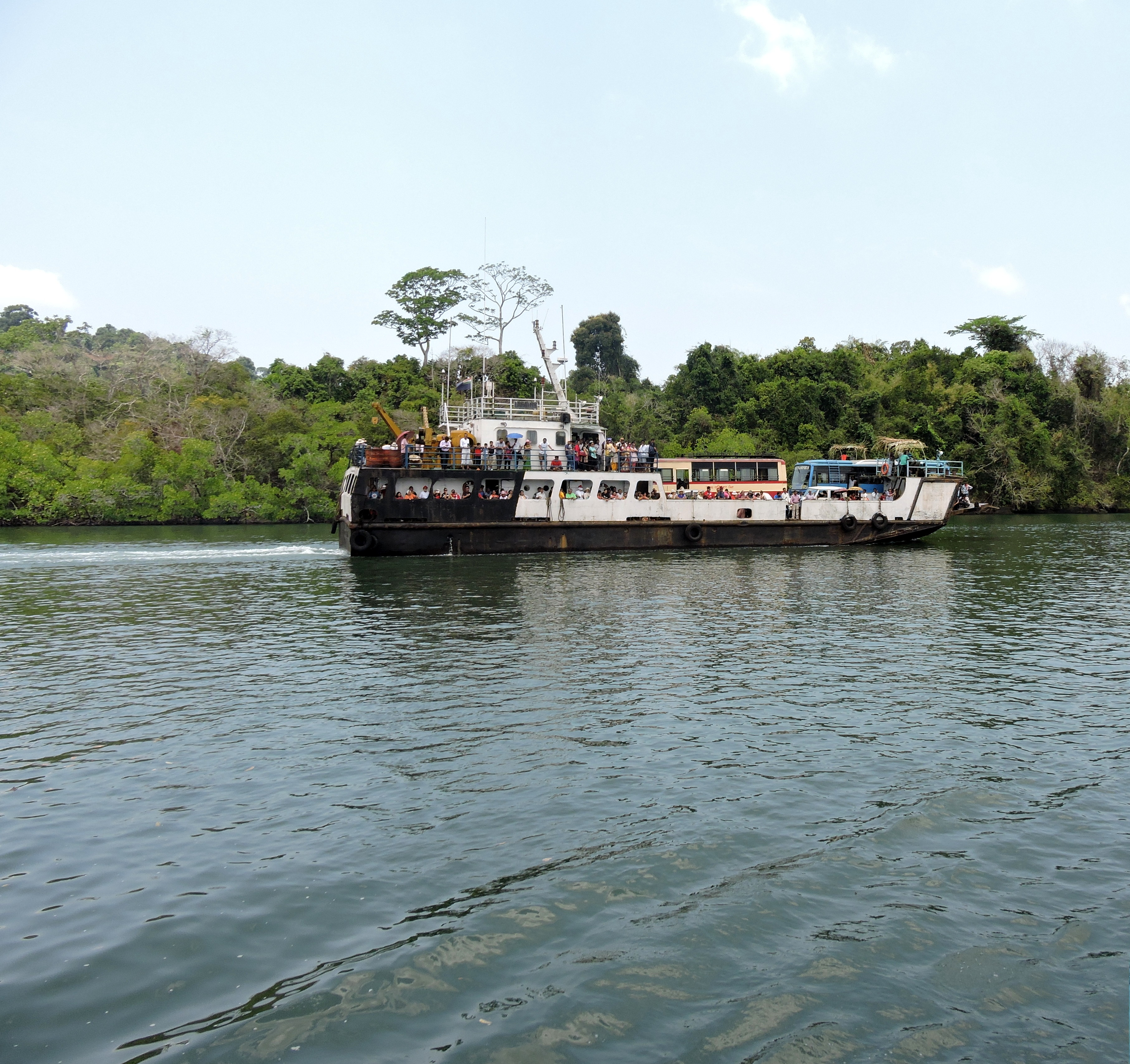
Fähre nach Baratang Island
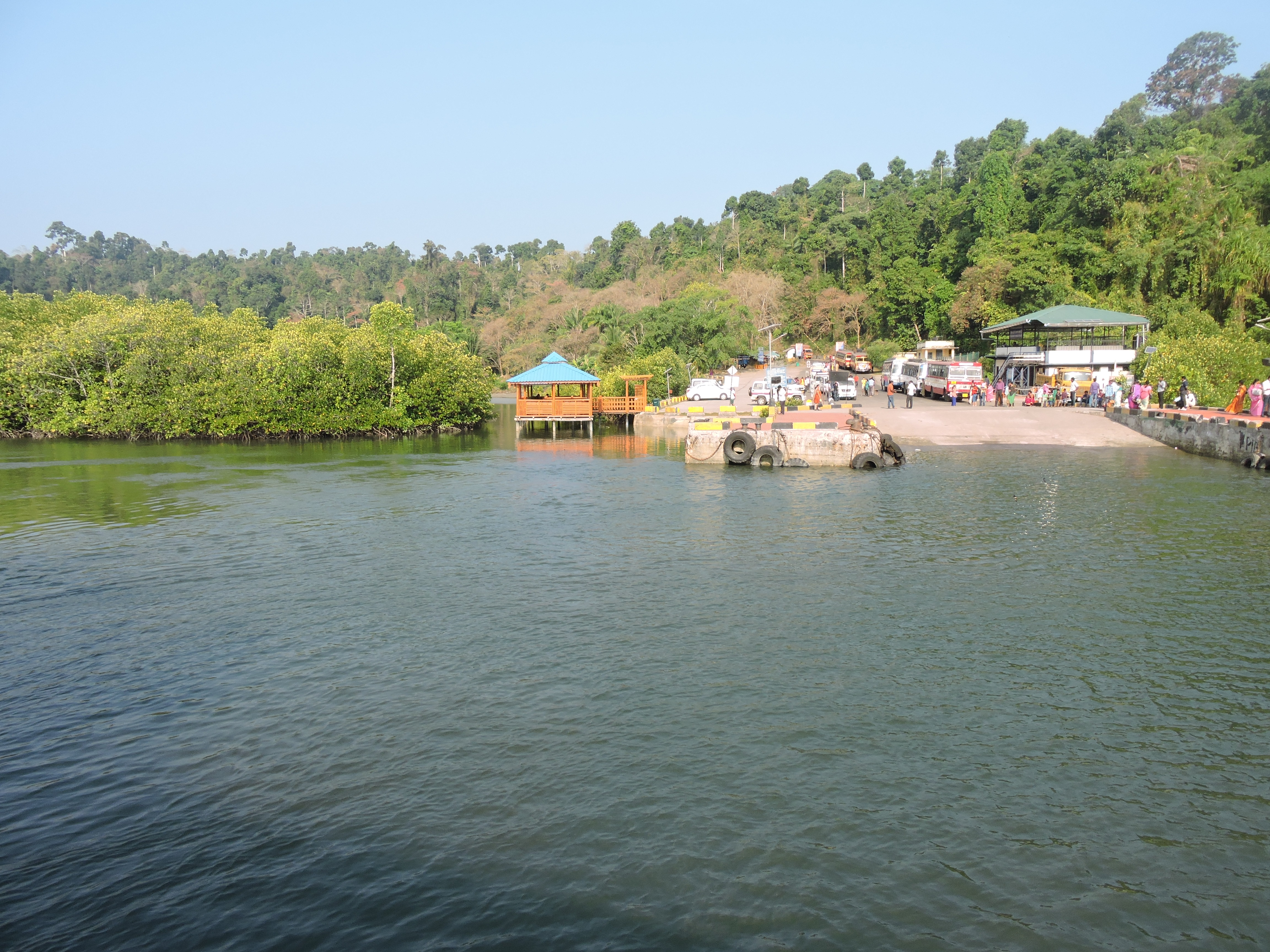
Baratang Island Anlegestelle
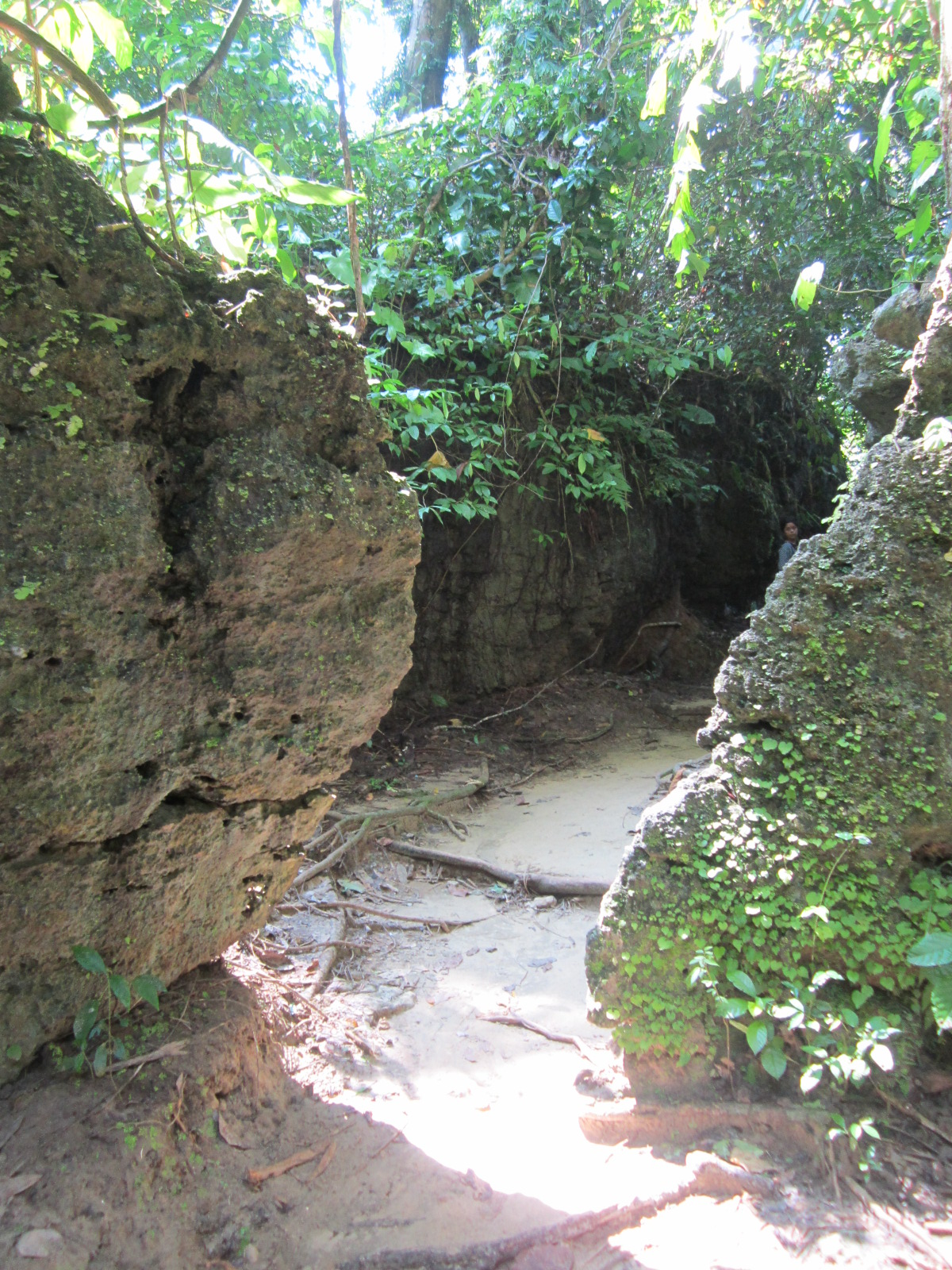
Weg zur Limestone Cave
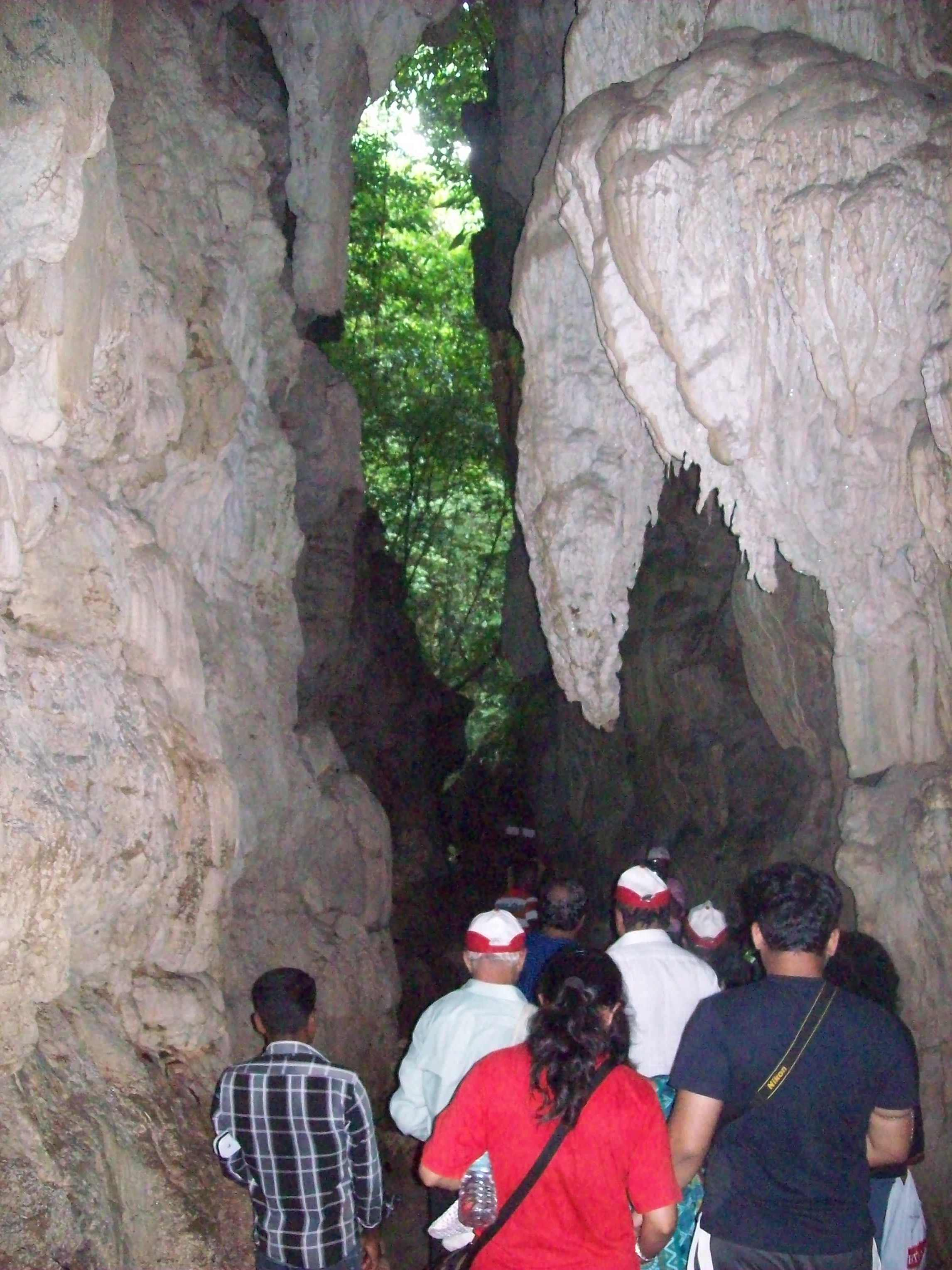
Eingang zur Limestone Cave
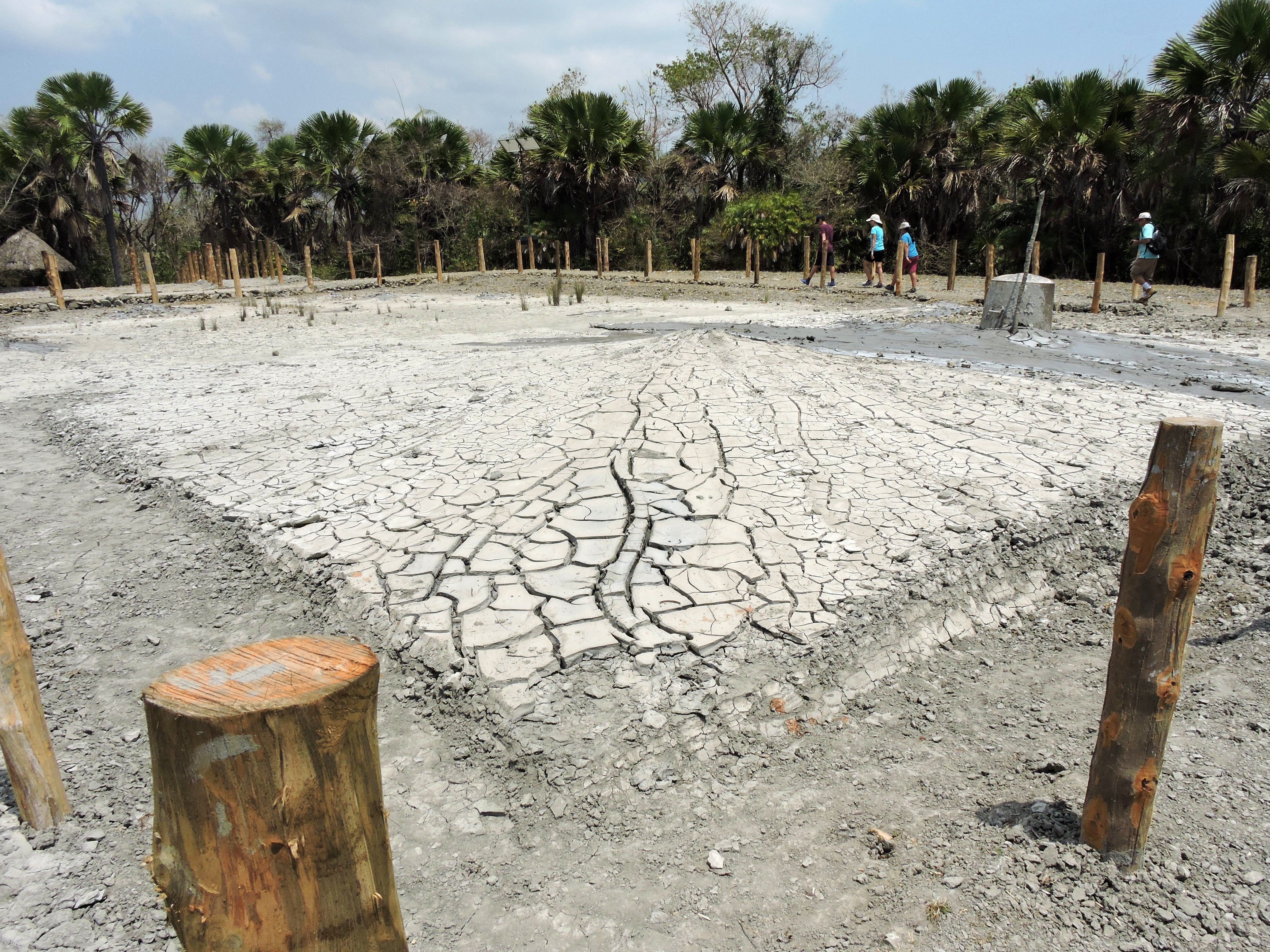
Mud Volcano auf Baratang Island
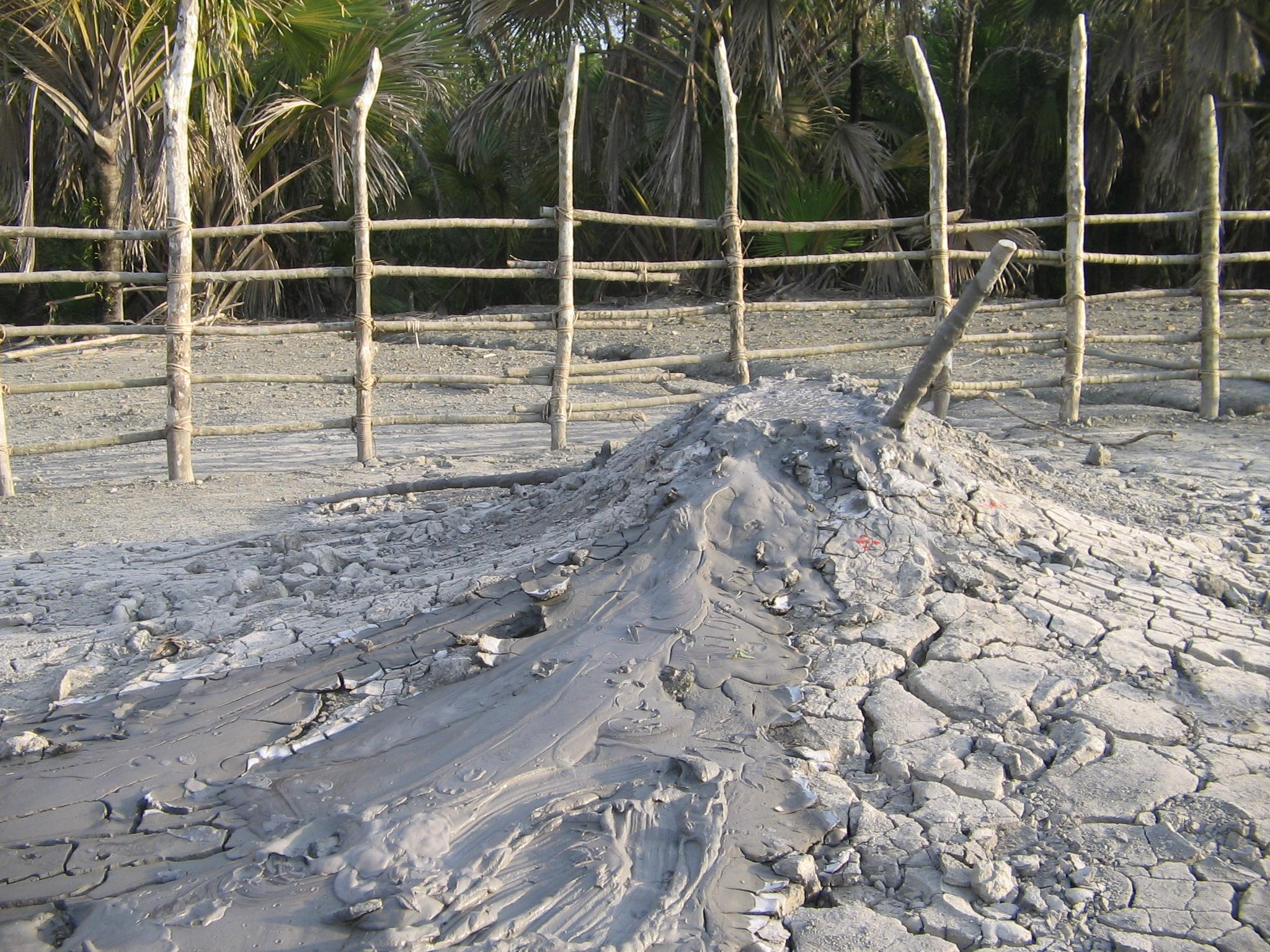
Mud Volcano auf Baratang Island